# 자유민중당

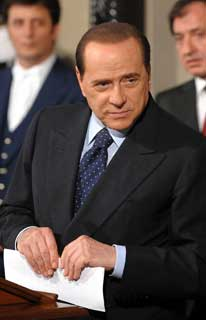

자유민중당(이탈리아어: Il Popolo della Libertà 일 포폴로 델라 리베르타[*], PdL)은 이탈리아의 중도우파 정당이다. 2007년 11월 18일 실비오 베를루스코니가 창당했다. 2013년 현재 이탈리아 제2당이며, 2008년부터 2011년까지는 집권여당이었다. 의석수로는 오성운동보다 적지만, 의회 내 연합인 중도우파연합의 전체 의석으로 치면 125석이다. '자유국민당'으로 번역되기도 한다.

## 역대 선거결과

### 이탈리아 총선
| 이탈리아 하원 |                 |        |           |      |                     |
| 년도          | 득표수          | 득표율 | 의석 수   | +/–  | 대표                |
| 2008년        | 13,629,096 (#1) | 37.4   | 276 / 630 | 보합 | 실비오 베를루스코니 |
| 2013년        | 7,332,667 (#3)  | 21.56  | 98 / 630  | 178  | 실비오 베를루스코니 |

| 이탈리아 상원 |                 |        |           |      |                     |
| 년도          | 득표수          | 득표율 | 의석 수   | +/–  | 대표                |
| 2008년        | 12,678,790 (#1) | 38.0   | 146 / 315 | 보합 | 실비오 베를루스코니 |
| 2013년        | 6,829,135 (#3)  | 22.30  | 98 / 315  | 47   | 실비오 베를루스코니 |

### 이탈리아 유럽의회 선거
| 년도   | 득표수          | 득표율 | 의석 수 | +/–  | 대표                |
| ------ | --------------- | ------ | ------- | ---- | ------------------- |
| 2009년 | 10,807,794 (#1) | 35.3   | 29 / 72 | 보합 | 실비오 베를루스코니 |

## 같이 보기
- 이탈리아의 정당